# 極度混亂
《極度混亂》是白金工作室開發，SEGA所發行，以PlayStation 3及XBOX 360為平台的多人動作遊戲，於2012年7月5日發行。《極度混亂》是白金工作室首度製作的線上多人連線遊戲。

## 登場人物
- 傑克（JACK）
- 沙夏（SASHA）
- ZERO
- 巨牛（BIG BULL）
- 瑪姬露達（Mathilda）
- 布拉卡·巴隆（Blacker Baron）
- LEO
- NIKOLAI

## 外部連結
- 《極度混亂》官方網站 （页面存档备份，存于）（日語）